# Dioplotherium
Dioplotherium — викопний рід ссавців, відомий з неогенових відкладень на південному сході США.

## Таксономія
«Halianassa» allisoni, описаний Кілмером (1965) з останків, знайдених у формації Ісідро середнього міоцену в Нижній Каліфорнії, Мексика, і відомий з морських відкладень у Нижній Каліфорнії та Каліфорнії, деякі автори віднесли до Dioplotherium (наприклад, Domning 1989, 1996). Кладистичні дослідження 2010-х виявили, що таксон має віддалену спорідненість із Dioplotherium, а зразки з Бразилії, які приписуються allisoni, натомість є окремим видом.